# 시모카와 미쿠니
시모카와 미쿠니(일본어: 下川みくに, しもかわみくに), 1980년 3월 19일~ )는 일본 홋카이도 히다카 군 신히다카정(옛 시즈나이 군 시즈나이 정) 출신의 가수이다. 레코드 회사는 포니 캐니언(FLIGHT MASTER)소속. 3녀 1남 중 삼녀이다.

## 내력
오디션 방송인 《DAIBA 데키!!》의 제1회 오디션에서, 다나카 리나와 야하기 미키 등과 함께 선택되어, 여성 아이돌 그룹인 〈체킷코〉로서, 데뷰를 마쳤다. 그 후, 팬의 지지를 받고, 솔로 활동을 개시하였다. 그 당시에는 버닝 프로덕션에 소속되어 있었으나, 그 후로는 전속 레코드 회사로 소속을 옮겼다.
주로 애니메이션의 주제가를 맡는 경우가 많고, 《풀 메탈 패닉!》에서 배우를 맡기도 하고 있다. 유닛으로는 NapsaQ에 참가하여 폭넓은 활동을 개시하고 있다.
출신지인 신히다카 정(옛 시즈나이 정)의 관광 친선대사로서 임명되어 있다.

## 음반

### 싱글
1. BELIEVER~旅立ちの歌 다비타치노 우타[*]~ / アドレナリン 아도레나린[*] (여행에 나서는 노래/아드레날린) (1999년 4월 28일)
2. If~もしも願いが叶うなら 모시모 네가이가 카나우나라[*]~ (혹시나 바람이 이루어진다면)(1999년 7월 28일)
3. 2000EXPRESS (1999년 10월 20일)
4. surrender (2000년 2월 17일)
5. Naked (2000년 6월 7일)
6. Alone (2000년 12월 6일)
7. tomorrow / 枯れない花 사레나이 하나[*] (지지 않는 꽃) (2002년 2월 20일)
8. TRUE / たった,ひとつの 닷타, 히토쓰노[*] (단 하나의) (2002년 8월 21일)
9. all the way (2003년 6월 18일)
10. それが,愛でしょう 소레가, 아이데쇼[*] / 君に吹く風 기미니 후쿠 카제[*] (그게 사랑이겠죠/너에게 부는 바람) (2003년 9월 3일)
11. 悲しみに負けないで 가나시미니 마케나이데[*] / KOHAKU (슬픔에 지지마) (2004년 10월 27일)
12. 南風 미나미카제[*] / もう一度君に会いたい 모 이치도 키미니 아이타이[*] (남쪽 바람/한번더 나와 만나고 싶어) (2005년 8월 18일)
13. Bird (2007년 3월 14일)
14. イ～じゃナイ！? (좋지 않니?)(2008년 12월 3일)
15. 蕾 ~tsubomi~ (2009년 2월 18일)
16. 君がいるから 기미가이루카라[*] (그대가 있기에) (2010년 7월 21일)

### 앨범
1. 39~サンキュ 산큐[*]~ (고마워) (2000년 3월 1일)
2. 392~BEST SELLECTION~(2002년 9월 19일)
3. キミノウタ 기미노 우타[*] (너의 노래) (2004년 11월 24일)
4. さよならも言えなかった夏 사요나라모 이에나캇다 나쓰[*] (안녕이라고도 말하지 못한 여름)（2007년 7월 4일)
5. Heavenly (2009년 3월 18일)

### 콜렉션
1. Review ~下川みくに青春アニソンカバーアルバム 시모카와 미쿠니 아니송 카바 아루바무[*]~ (시모카와 미쿠니 애니송 커버 앨범) (2003년 12월 17일)
2. Mikuni Shimokawa Singles & Movies (2005년 8월 18일)
3. Remember ~下川みくに青春アニソンハウスアルバム 시모카와 미쿠니 세이슌아니송하우스아루바무[*]~ (시모카와 미쿠니 청춘 애니송 하우스 앨범) (2006년 3월 15일)
4. Reprise ~下川みくにアニソンベスト 시모카와 미쿠니 아니송베스토[*]~ (시모카와 미쿠니 애니송 베스트) (2007년 12월 19일)
5. 9 -Que!!- 下川みくにセルフカバーアルバム 시모카와 미쿠니 세루푸 카바 아루바무[*] (시모카와 미쿠니 셀프 커버 앨범) (2008년 3월 19일)
6. 翼 츠바사[*] 〜Very Best of Mikuni Shimokawa〜 (날개) (2009년 8월 5일)
7. Replay! ~下川みくに 青春アニソンカバー III 시모카와 미쿠니 세이슌 아니송 카바 III[*]~ (시모카와 미쿠니 애니송 커버 III) (2010년 7월 21일)